# Geschichtsmarketing
Geschichtsmarketing (History Marketing) ist ein Zweig der Öffentlichkeitsarbeit, der seit Mitte der 1990er Jahre verstärkt von Unternehmen genutzt wird. Die eigene Vergangenheit in Form der Unternehmensgeschichte wird dabei als Marketingressource verstanden und möglichst gewinnbringend als Distinktionsmerkmal gegenüber anderen Unternehmen eingesetzt.
Dabei werden die aktuellen Produkte, Dienstleistungen und Ressourcen im Kontext der langjährigen Firmengeschichte dargestellt und sollen so ein positives Emotionspotential freisetzen. Gleichzeitig wird der Bezug auf die lange Tradition als Beweis für Kompetenzversprechen genutzt.
Im Mittelpunkt steht die Schnittstelle zwischen Unternehmensgeschichte und ihrer marktorientierten Kommunikation. Somit wird die Unternehmensgeschichte Teil der Unternehmenskommunikation.
Umstritten ist allerdings, welche Unternehmen Geschichtsmarketing einsetzen können. Voraussetzung ist ein Minimum an unternehmerischer Dokumentation, die eine Aufarbeitung der Geschichte überhaupt erst möglich macht. Problematisch bleibt auch der Umgang mit eventuell vorhandenen dunklen Kapiteln in der Unternehmensgeschichte. In den letzten Jahren hat sich jedoch auch hier eine offensivere Aufarbeitung negativer Traditionsbestände durchgesetzt, so etwa bei Volkswagen. Mittlerweile hat es sich als Standard herauskristallisiert, beispielsweise Verstrickungen in die NS-Zeit deutlich anzusprechen. Ein offensiver Umgang mit marktorientierter Unternehmensgeschichte im Sinne des Geschichtsmarketings ist die Voraussetzung, um glaubwürdig am Markt kommunizieren zu können.
Geschichtsmarketing als Marketingphilosophie wird in den USA und in Großbritannien schon seit den 1970er Jahren praktiziert. Historiker und Journalisten haben sich dort zu Geschichtsbüros zusammengeschlossen und sich auf Firmengeschichtsschreibung spezialisiert. Seit Ende der 1990er Jahre ist auch im deutschen Sprachraum eine zunehmende Zahl historiografischer Dienstleister tätig, die Unternehmen geschichtlich beraten, Firmenbiographien verfassen und Archive betreuen.